# Comté de Jefferson (Géorgie)
Pour les articles homonymes, voir Comté de Jefferson.
Le comté de Jefferson est un comté de Géorgie, aux États-Unis.

## Démographie
| 1800  | 1810  | 1820  | 1830  | 1840  | 1850  |
| ----- | ----- | ----- | ----- | ----- | ----- |
| 5 684 | 6 111 | 7 056 | 7 309 | 7 254 | 9 131 |

| 1860   | 1870   | 1880   | 1890   | 1900   | 1910   |
| ------ | ------ | ------ | ------ | ------ | ------ |
| 10 219 | 12 190 | 15 671 | 17 213 | 18 212 | 21 379 |

| 1920   | 1930   | 1940   | 1950   | 1960   | 1970   |
| ------ | ------ | ------ | ------ | ------ | ------ |
| 22 602 | 20 727 | 20 040 | 18 855 | 17 468 | 17 174 |

| 1980   | 1990   | 2000   | 2010   | - | - |
| ------ | ------ | ------ | ------ | - | - |
| 18 403 | 17 408 | 17 266 | 16 930 | - | - |